# Variabilidad de frecuencia cardíaca

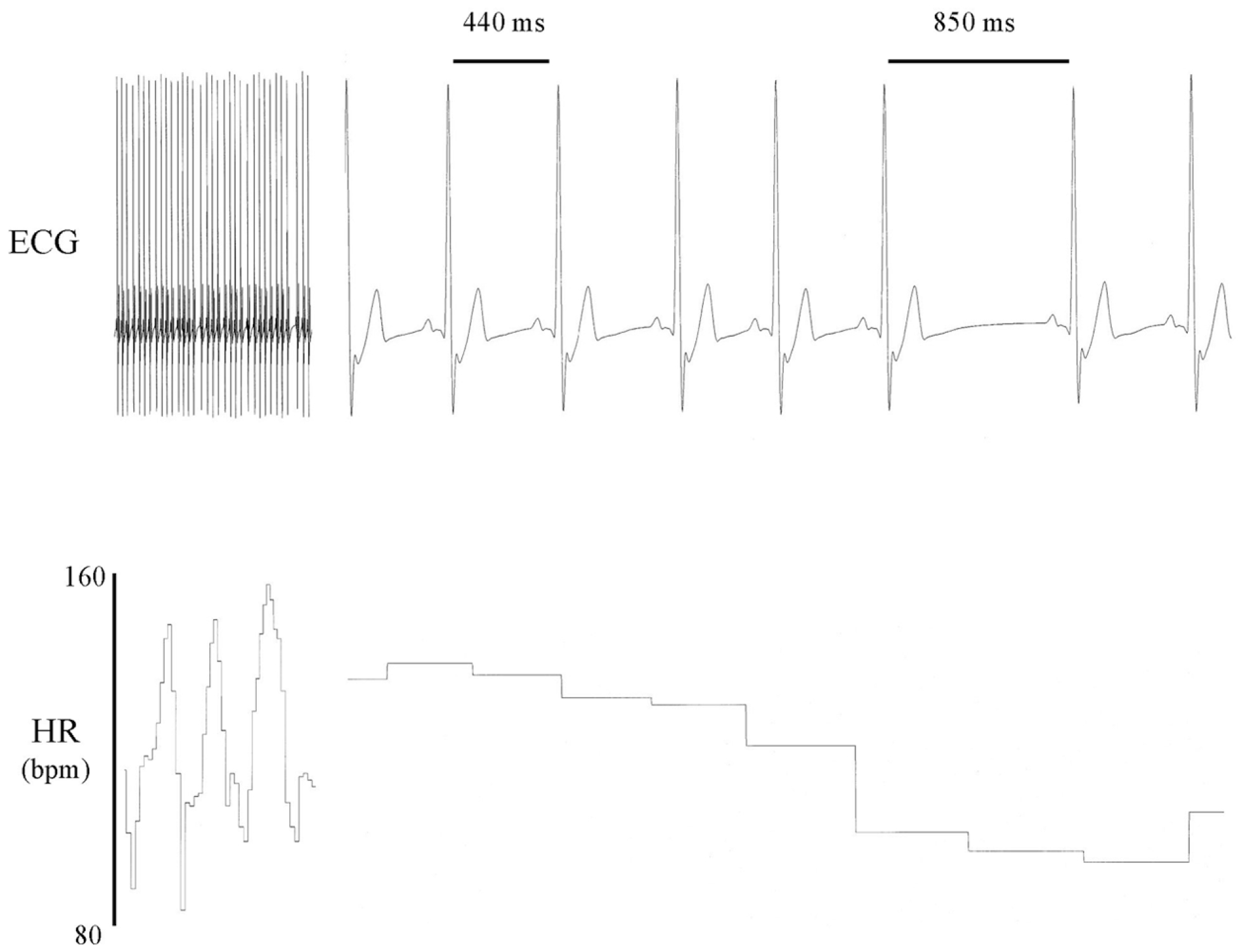
Electrocardiograma (ECG) de un corazón canino que ilustra la variabilidad latido a latido R–R intervalo (superior) y ritmo cardíaco (inferior).

La variabilidad de la frecuencia cardíaca (VFC) es el fenómeno fisiológico de la variación en el intervalo de tiempo entre cada latido cardíaco. Se mide por la variación en el intervalo de latido a latido.
Otros términos utilizados incluyen: "variabilidad de la duración del ciclo", "variabilidad de RR" (donde R es un punto que corresponde al pico del complejo QRS de la onda de ECG ; y RR es el intervalo entre Rs sucesivas), y "variabilidad del período del corazón" .
Los variantes utilizados para detectar latidos incluyen: ECG, presión arterial, balistocardiogramas. y la señal de onda de pulso derivada de un fotopletismógrafo (FPG). El ECG se considera superior porque proporciona una forma de onda clara, lo que facilita la exclusión de los latidos del corazón que no se originan en el nodo sinoauricular . El término "NN" se usa en lugar de RR para enfatizar el hecho de que los tiempos procesados son tiempos "normales".